# Sid Catlett
Sidny Leon «Sid» Catlett (Hyattsville, Maryland, 18 de abril de 1948-Atlanta, Georgia, 3 de noviembre de 2017) fue un jugador de baloncesto estadounidense que disputó una temporada en la NBA. Con 1,98 metros de estatura, jugaba en la posición de alero.

## Trayectoria deportiva

### Universidad
Jugó durante tres temporadas con los Fighting Irish de la Universidad de Notre Dame, en las que promedió 7,9 puntos y 8,3 rebotes por partido.

### Profesional
Fue elegido en la quincuagésimo quinta posición del Draft de la NBA de 1971 por Cincinnati Royals, y también por Kentucky Colonels en el puesto 117 del draft de la ABA, firmando por los primeros. Jugó únicamente 9 partidos en los que consiguió 6 puntos.

## Estadísticas de su carrera en la NBA

### Temporada regular
| Temporada | Edad | Equipo            | Liga | P | TIT | MIN | TC  | TCA | %TC  | 3P | 3PA | %3P | TL  | TLA | %TL  | R.OF. | R.DEF. | REB | ASIS | ROB | TAP | PER | FP  | PTS |
| 1971-72   | 23   | Cincinnati Royals | NBA  | 9 |     | 4.4 | 0.2 | 1.0 | .222 |    |     |     | 0.2 | 1.0 | .222 |       |        | 0.4 | 0.1  |     |     |     | 0.3 | 0.7 |
| Total     |      |                   | NBA  | 9 |     | 4.4 | 0.2 | 1.0 | .222 |    |     |     | 0.2 | 1.0 | .222 |       |        | 0.4 | 0.1  |     |     |     | 0.3 | 0.7 |